# Frederik Faber
Frederik Faber, född den 21 april 1795 i Odense, död den 9 mars 1828 i Horsens, var en dansk naturvetenskapsman, bror till biskop Nicolai Faber.
Faber företog 1819-21 en resa på Island och var 1822-28 regementskvartermästare. Hans viktigaste skrifter är Prodromus der isländischen ornithologie (1822), Ueber das leben der hochnordischen vögel (1825-26) och Naturgeschichte der fische Islands (1829).